# Nespithe
Nespithe (Anagramm für The Spine ‚die Wirbelsäule‘) ist das erste und einzige Album der Technical-Death-Metal-Band Demilich, das im Jahr 1993 bei Pavement Music erschien. Durch die starke Nachfrage wurde das Album mehrfach wiederveröffentlicht und erschien 1996 über Repulse Records, 2004 über Necropolis Records und 2009 über Xtreem Music erneut. Die Wiederveröffentlichungen enthielten zudem als Bonus das Demo The Four Instructive Tales… of Decomposition aus dem Jahr 1991.
Die Band stellt das komplette Album zum kostenlosen Download zur Verfügung.

## Entstehung
Das Album wurde im finnischen Savonlinna in einem Studio in einem Hafendock aufgenommen. Produziert wurde das Album von Tuomo Valtonen. Die Texte stammten von Sänger und Gitarrist Antti Boman, der auch das Logo auf dem Cover entwarf. Boman setzte während der Aufnahmen keine Effekte ein, welche seinen gutturalen Gesang noch tiefer erscheinen lassen könnten und auch nachträglich wurde dieser nicht bearbeitet.
Auf ihrem Abschiedskonzert am 22. Juli 2006 spielte die Band unter anderem das komplette Album.

## Titelliste
Alle Lieder wurden von Sänger und Gitarrist Antti Boman geschrieben.
1. When the Sun Drank the Weight of Water – 3:43
2. The Sixteenth Six-Tooth Son of Fourteen Four-Regional Dimensions (Still Unnamed) – 3:29
3. Inherited Bowel Levitation – Reduced Without Any Effort – 3:22
4. The Echo (Replacement) – 4:27
5. The Putrefying Road in the Nineteenth Extremity (...Somewhere Inside the Bowels of Endlessness...) – 2:40
6. (Within) The Chamber of Whispering Eyes – 4:12
7. And You’ll Remain... (In Pieces in Nothingness) – 3:12
8. Erecshyrinol – 3:17
9. The Planet That Once Used to Absorb Flesh in Order to Achieve Divinity and Immortality (Suffocated to the Flesh That It Desired...) – 3:17
10. The Cry – 3:42
11. Raped Embalmed Beauty Sleep – 3:42

Auf der ursprünglichen Pressung wurden einige der Titel falsch geschrieben.

### Bonuslieder der Wiederveröffentlichung
Die Bonuslieder der Wiederveröffentlichung erschienen erstmals 1991 auf dem Demo The Four Instructive Tales… of Decomposition
1. Introduction (Embalmed Beauty Sleep) – 4:51
2. Two Independent Organisms → One Suppurating Deformity – 3:59
3. And The Slimy Flying Creatures Reproduce In Your Brains – 2:58
4. The Uncontrollable Regret of the Rotting Flesh* – 5:57

## Musikstil und Texte
Das Album gilt als nicht eingängig. Besonders charakteristisch ist der extrem tiefe, gutturale Gesang von Sänger Boman, welcher ohne jegliche technische Nachbearbeitung auf dem Album zu hören ist. Dan Marsicano von About.com beschrieb den Gesang als froschartig. Außerdem auffallend für die Lieder sind die meist extrem langen Liedtitel. Die Riffs wurden als verworren und der Klang als höchst unkonventionell bezeichnet. Musikalische Einflüsse sind Bands wie Voivod, Pestilence und Atheist. Allerdings entspricht der Stil weder dem typischen brutalen noch dem typischen technischen Death Metal der Zeit. Textlich vermischte Boman Horror- und Science-Fiction-Themen mit seiner eigenen Phantasie. Im Rock Hard wird die Musik außerdem als „jazzig-schräg“ beschrieben. Hawk von The Metal Observer bezeichnet die Musik als „krankes perverses Geballer“ mit „abgedrehten Riffs“ und beschreibt die Lieder als eine Mischung aus Carcass’ Album Symphony of Sickness und Penetration Point von Nasty Savage. Die Lieder sind meistens im Midtempo-Bereich gehalten, mit gelegentlichen kurzen, schnelleren kurze Teilen. Die komplexen Riffs erinnern an Gruppen wie Watchtower und Mekong Delta. Der tiefe Gesang hingegen erinnert an Broken Hope, Suffocation und Carcass’ Bill Steer.

## Kritiken
Laut Jeff Wagner stand die Band fest in Finnlands Death-Metal-Tradition, während sie sich innerhalb dieser abhob. In der Rock-Hard-Ausgabe Nr. 304 wird das Album zu den Klassikern des finnischen Death Metal gezählt. In Heft Nr. 309 wird die Musik als originell und das Album als „'wirklich brutale Krachscheibe“ beschrieben, wobei das Spielniveau auf dem Album durchweg hoch bleibe. Das Album könne modernen Death-Metal-Produktionen locker Paroli bieten und das Album müsse man als Death-Metal-Fan einfach kennen. Carlos Ramirez von IGN zufolge ist der als „Pig Squealing“ bekannte Gesangsstil „eine schwache Imitation Bomans“.
Laut Hawk ist Nespithe „in fast allen Belangen so extrem, dass es einem schon wehtut. Mörderisch brutal, meist im Midtempo-Bereich gehalten, durch gelegentliche kurze Speedattacken durchsetzt und mit etlichen verdammt komplexen Riffs versehen, welche Gruppen wie WATCHTOWER oder MEKONG DELTA wie Mainstream-Bands aussehen lassen. Dazu ein Gurgelgrunzer, der selbst die Waldschrate von BROKEN HOPE und SUFFOCATION alt aussehen lässt.“ Das Album sei „nur für die durchgeknalltesten Todesfresser genießbar“.
Marsicano schrieb eine Retro-Empfehlung und zitierte in dieser Leon del Muerte, den Gitarristen von Murder Construct. Marsicano zufolge gab es 1993 keine vergleichbare Veröffentlichung. Das Album habe weder zu den „unbarmherzigen Klängen“ von Morbid Angel und Cannibal Corpse noch den technischen Fertigkeiten von Cynic und Atheist gepasst, aber von beiden Elemente übernommen und etwas originelles erschaffen, als Originalität nicht respektiert worden sei, was auch die Reaktionen auf Cynic zu Focus-Zeiten zeigten. Nespithe klinge immer noch frisch. Del Muerte zufolge brauchten der Gesang und die Liedstrukturen Zeit, um sich an sie zu gewöhnen. Er habe Boman kontaktiert und mit ihm einen kurzen Briefwechsel gehabt, aber keine Antwort mehr bekommen, als er nach den Tabulaturen zu When the Sun Drank the Weight of Water fragte. 2006 sah er Demilich live. Results, das Debütalbum von del Muertes Band Murder Construct, wurde von Nespithe beeinflusst. Jeff Treppel vom Decibel Magazine führte das Album in der Rubrik The Lazarus Pit für unterbewertete Alben, die Klassiker sein sollten, auf und bezeichnete die Musik als „ernsthaft verrückt“. Es sei für ihn ein Mysterium, dass dies aus dem Geist einer Person kommen konnte und mehrere andere Personen zustimmen konnten, dass dies das richtige sei.